# أرتيم شعبانوف
أرتيم شعبانوف (بالأوكرانية: Шабанов Артем Михайлович) (7 مارس 1992 بكييف في أوكرانيا - ) هو لاعب كرة قدم أوكراني في مركز الدفاع. شارك مع منتخب أوكرانيا تحت 18 سنة لكرة القدم ومنتخب أوكرانيا تحت 19 سنة لكرة القدم. أما مع النوادي، فقد لعب مع أرسنال كييف ونادي فولين لوتسك.

## روابط خارجية
- أرتيم شعبانوف على موقع الاتحاد الأوربي (الإنجليزية)
- أرتيم شعبانوف على موقع اتحاد أوكرانيا (الإنجليزية)
- أرتيم شعبانوف على موقع قاعدة بيانات كرة القدم.إي يو (الإنجليزية)
- أرتيم شعبانوف على موقع ناشيونال فوتبول تيمز (الإنجليزية)
- أرتيم شعبانوف على موقع Soccerway.com (الإنجليزية)
- أرتيم شعبانوف على موقع عالم كرة القدم.نت (الإنجليزية)